# Mount and Blade: Warband
 (février 2022).
Si vous disposez d'ouvrages ou d'articles de référence ou si vous connaissez des sites web de qualité traitant du thème abordé ici, merci de compléter l'article en donnant les références utiles à sa vérifiabilité et en les liant à la section « Notes et références ».
Mount and Blade: Warband est un jeu vidéo action-RPG développé par TaleWorlds, sorti en 2010 sous Microsoft Windows et en 2014 sous Linux et OS X,.
Il n'est pas la suite de Mount and Blade, mais une version améliorée (le deuxième opus est Mount and Blade II: Bannerlord).
Trois extensions sont sorties : Napoleonic Wars (extension multijoueur) ; With Fire and Sword (standalone) et Viking Conquest.

## Système de jeu
Le jeu se déroule en Calradia, un monde où six factions se livrent des guerres incessantes, chacun s'estimant le vrai roi de Caldaria et essaie d'imposer son point de vue aux autres royaumes. Les Khergits, les Nords, les Rhodoks, les Swadiens, les Vaegirs et les Sarranides, chaque faction possède une culture ainsi que des unités spécialisées. Par exemple, le royaume de Swadia possède des unités de cavalerie lourde plus puissante que les autres royaumes tandis que le royaume des Rhodoks possède des lanciers ainsi que des arbalétriers plus puissants. Les Nords ont l’infanterie la plus puissante(les huscarls). Ainsi le joueur devra, en fonction du type d'armée souhaité, choisir des soldats provenant de tel ou tel royaume pour enrôler une armée spécialisée et compétente.
Basé sur un gameplay non linéaire, le jeu livre le joueur à lui-même qui est donc entièrement libre d'opérer comme bon lui semble : devenir marchand, pilleur, esclavagiste, mercenaire, prêter allégeance à un suzerain ou œuvrer pour un prétendant au trône. Le joueur peut se déplacer librement sur une carte du monde vaste et visiter les bourgs, les villages et les châteaux sur sa route. Il peut également recruter des soldats pour monter une armée qui l'escorte et le protège des pilleurs et des seigneurs ennemis qui parcourent le monde ou pour prendre d'assaut les châteaux et les villes ennemis. Le joueur pourra choisir de recruter des mercenaires, dans les tavernes des villes ou des recrues de factions, dans les villages de la faction propriétaire au début du jeu. Si un village appartenait au Vaegirs au début du jeu et qu'il est par la suite conquis par les Nords, vous recruterez des recrues du royaume des Vaegirs. Les mercenaires sont plus puissants, au recrutement mais évidemment plus cher. Néanmoins, les recrues ne le restent pas et gagnent de l'expérience, combat après combat. Une recrue swadienne pourra devenir un fier chevalier swadien, beaucoup plus puissant que n'importe quel mercenaire.
Bien que le combat soit le principal aspect du jeu, il reste optionnel : le joueur peut par exemple gagner de l'argent et de l'expérience par le commerce de biens entre les villes, grâce à une mécanique d'économie basée sur l'offre et la demande. Le joueur peut, enfin, accomplir un certain nombre de quêtes pour le compte d'un seigneur ou d'une guilde commerciale, ou défendre l'honneur d'une dame. Le jeu permet aussi de devenir un vassal du chef d'une des six factions ce qui permet au joueur de posséder un fief. Après beaucoup de temps de jeu, le joueur est assez puissant pour devenir indépendant et pouvoir créer sa propre faction,.
La physique du jeu rend l'utilisation d'arme de jet difficile au début, mais une fois prise en main, cela ne devient plus un gros problème. Aussi, elle ajoute un coefficient de vitesse, augmentant les dégâts en fonction de celle-ci. Un coup bien placé lorsque vous êtes sur un cheval au galop tuera généralement votre adversaire en un seul coup, les bonus allant jusqu'à +300 %.
Mais la grande nouveauté de cet opus n'est autre que son mode multijoueur pouvant regrouper des centaines de joueurs sur des champs de bataille.

## Extension

### Napoleonic Wars
Mount and Blade: Warband: Napoleonic Wars est un DLC multijoueur qui se déroule durant la fin des guerres napoléoniennes, sorti le 19 avril 2012. Il a été développé par Flying Squirrel Entertainment qui avait précédemment développé un mod multijoueur Mount and Musket se déroulant également pendant les guerres napoléoniennes.
Il reprend plusieurs batailles napoléoniennes historiques sur des cartes historiques telles que la Haie Sainte ou Waterloo, qui peuvent accueillir jusqu'à 200 joueurs avec plus de 220 unités uniques. Six nations sont jouables : la France, le Royaume-Uni, la Russie, la Prusse, l'Autriche et la confédération du Rhin.
Le joueur peut se mettre dans la peau de n'importe quel soldat, dans la nation jouable de son choix. Avec plus de 20 unités uniques par factions. Les généraux, tels que Napoléon Bonaparte ou bien le duc de Wellington sont jouables également.
Il est permis aux différentes communautés de joueurs de créer divers régiments pour représenter son pays face aux autres nations jouables. Ces régiments s'affrontant lors d’événements organisés entre eux.

### Viking Conquest
Mount and Blade : Warband: Viking Conquest est un DLC qui se déroule durant l'Âge sombre de la Grande-Bretagne, des Pays-Bas et de Scandinavie, sorti le 11 décembre 2014. Il introduit entre autres l'usage des bateaux. Le joueur est libre de choisir ses origines ethniques, sa carrure et son tempérament lors de la phase de création de personnage.
Une grosse mise à jour de ce DLC intitulée Viking Conquest Reforged Edition est sortie gratuitement le 27 juillet 2015.

### Mode et sous mode disponible gratuitement
Mount and blade : Warband possèdent une très grande communauté de joueurs impliqués dans le jeu. De ce fait, un grand nombre de modes et de sous-modes, moins connus mais pourtant très utilisés, existent et sont disponibles sur de multiples forums,,. Les modes varient beaucoup, la majorité des modes en solo sont des patchs de graphisme ou un ajout de quête, d'objets, d'arme, etc. dans le but de diversifier le gameplay. Tandis que la majorité des modes de multijoueur sont dans un but évènementiel ou de simulation, c'est-à-dire changement d'époque, ajout de terrain réaliste, etc. Un des modes les plus abonnés et populaire et "the last days of third age" se déroulant dans l'univers de Tolkien.